# Улица Адмирала Лазарева (Москва)
У́лица Адмира́ла Ла́зарева (с 1996 года) — улица в Юго-Западном административном округе города Москвы на территории района Южное Бутово. Проходит от Венёвской улицы до Остафьевской улицы. Нумерация домов ведётся от бульвара Адмирала Ушакова.

## Происхождение названия
Улица Адмирала Лазарева названа в честь великого русского флотоводца и мореплавателя, адмирала (1843) М. П. Лазарева. В 1813—1825 годах совершил 3 кругосветных плавания, в том числе в 1819—1821 годах (командир «Мирного») в экспедиции Ф. Ф. Беллинсгаузена, открывшей Антарктиду. При разгроме турок в Наваринском сражении 1827 года командир линейного корабля «Азов». С 1833 главнокомандующий Черноморского флота Российской империи и портов Чёрного моря.

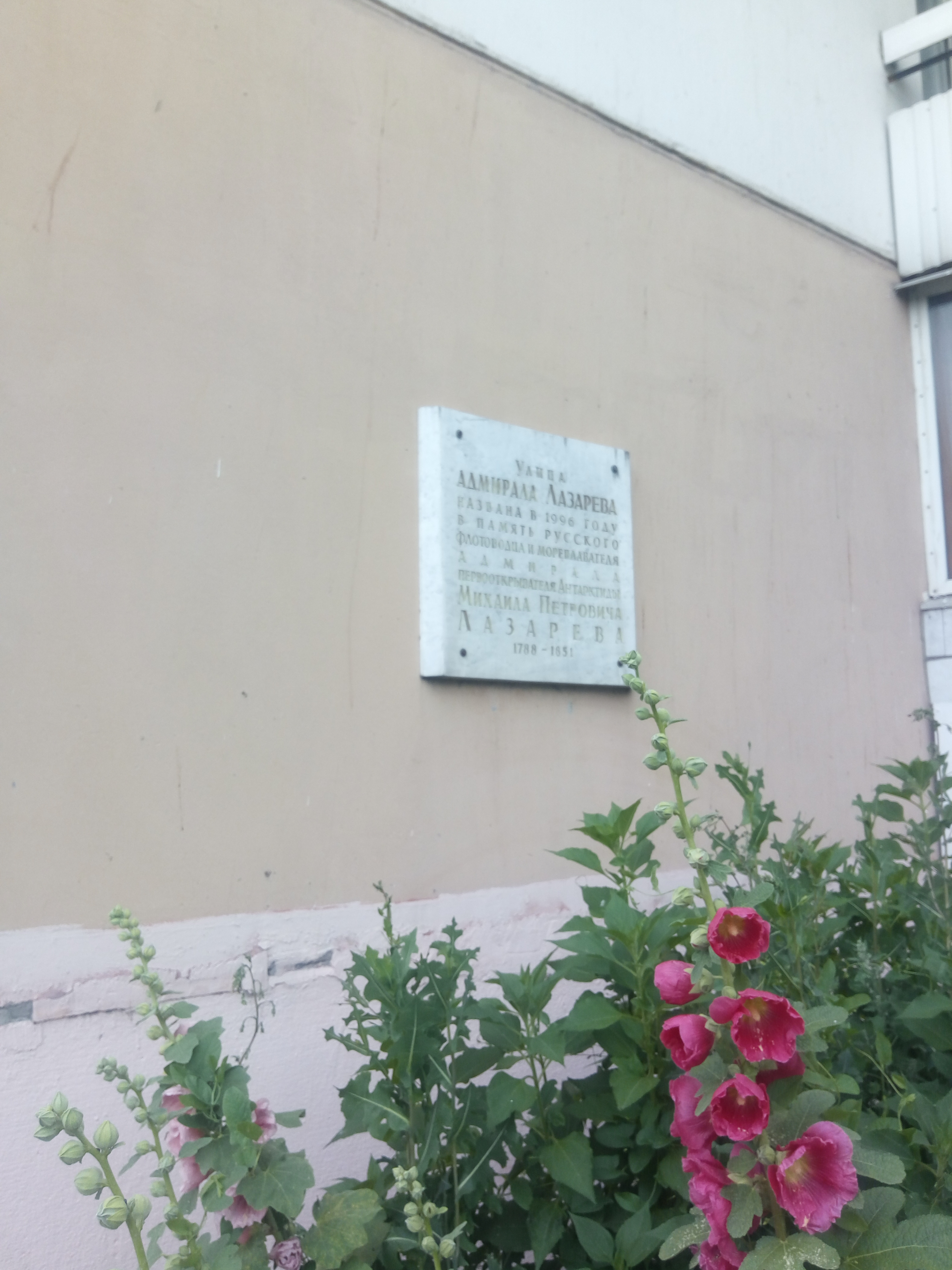
Улица Адмирала Лазарева, 6

## История
В начале улица пересекает территорию, где вокруг трех прудов располагалась деревня Гавриково. Слева, на месте гавриковских ферм, построенных в 1976 году, и части деревенской улицы, проходившей через скотный двор, расположен микрорайон А1 и парк. Справа, на месте недавних изб — микрорайон Гавриково и микрорайон А. Не тронута центральная часть бывшей деревни с деревьями вокруг прудов. Теперь там уютная зона отдыха. Далее квартал также застроен с правой стороны (микрорайон Б) и с левой (микрорайон Б1). Здесь улица как бы параллельна расположенной ниже по склону бывшей улице села Чернево, скрытой деревьями. Новые дома фасадами обращены к церкви Рождества Христова. Это памятник архитектуры, построенный не позднее 1722 г. Церковь стоит за речкой Язвенкой, на пригорке. Далее с правой стороны находится микрорайон В, а слева, за 7 микрорайоном — просторный склон над большим прудом, образовавшимся на речке Язвенке.

## Здания и сооружения
По нечётной стороне:
- Дом 13 — Детский сад № 2485
- Дом 39 — Детский сад № 2482
- Дом 57 — Опорный пункт № 9
- Дом 61 — Детский сад № 2484

По чётной стороне:
- Дом 2 — Торговый центр «Виктория»
- Дом 24 — Торговый центр «Успех» (Пиццерия «Ла Пиацца»; Книжный магазин «Читай город»; Ресторан «Бакинские вечера»; Супермаркет «Перекрёсток»)
- Дом 28, корпус 2 — Детский сад № 2422
- Дом 40, корпус 1 — Детский сад № 2456
- Дом 40, корпус 2 — Школа № 1979
- Дом 52 — Супермаркет «Перекресток»
- Дом 62, корпус 2 — Школа № 1492
- Дом 68, корпус 3 — Школа № 1978

## Транспорт

### Автобус
- Автобусное сообщение в двух направлениях от Венёвской улицы до улицы Академика Понтрягина

Автобусные остановки
Чётная сторона:
- Метро Бульвар Адмирала Ушакова: 902 931
- Гавриковские пруды (прежнее название: Улица Адмирала Лазарева, 6): С936 С953 146 895 902
- Физико-математическая школа (прежние названия: Улица Адмирала Лазарева, 16; Плавский проезд — Физико-математическая школа): С936 С953 146 895 902
- Улица Адмирала Лазарева: С1 С936 213
- Петровский дворик (прежнее название: Улица Адмирала Лазарева, 50): С1 С936 213
- Улица Адмирала Лазарева, 58 (прежнее название: Бунинская аллея): 213 967
- Улица Адмирала Лазарева, 64: 213 967
- Улица Кадырова: С953 165 213

Нечётная сторона:
- Улица Академика Понтрягина: С953 165 213
- Улица Кадырова: 213 967
- Улица Адмирала Лазарева, 64: 213 967
- Улица Адмирала Лазарева, 58 (прежнее название: Бунинская аллея): 213 С936 С953
- Петровский дворик (прежнее название: Улица Адмирала Лазарева, 50): 213 С636
- Улица Адмирала Лазарева: С936 С953 146 895 902
- Физико-математическая школа (прежние названия: Улица Адмирала Лазарева, 16; Плавский проезд — Физико-математическая школа): С936 С953 146 895 902
- Метро Бульвар Адмирала Ушакова: Н8 С1 С916 С936 С953 146 293 877 895 902 917 931 967

Автобусные маршруты
- Н8: обратный — от Проектируемого проезда № 675 до Венёвской улицы
- С1: прямой — от улицы Горчакова до улицы Адмирала Руднева; обратный — от Проектируемого проезда № 675 до Венёвской улицы
- С916: обратный — от Проектируемого проезда № 675 до Венёвской улицы
- С936: прямой — от Проектируемого проезда № 675 до Бунинской аллеи; обратный — от Бунинской аллеи до Венёвской улицы
- С953: прямой — от Проектируемого проезда № 675 до улицы Горчакова, от улицы Кадырова до улицы Адмирала Понтрягина; обратный — от улицы Адмирала Понтрягина до улицы Кадырова, от Бунинской аллеи до улица Адмирала Руднева, от улицы Горчакова до Венёвской улицы
- 146: прямой — от Проектируемого проезда № 675 до улицы Горчакова; обратный — от улицы Горчакова до Венёвской улицы
- 165: прямой — от улицы Кадырова до улицы Адмирала Понтрягина; обратный — от улицы Адмирала Понтрягина до улицы Кадырова
- 213: прямой — от улицы Горчакова до улицы Адмирала Понтрягина; обратный — от улицы Адмирала Понтрягина до улицы Горчакова
- 293: обратный — от Проектируемого проезда № 675 до Венёвской улицы
- 877: обратный — от Проектируемого проезда № 675 до Венёвской улицы
- 895: прямой — от Проектируемого проезда № 675 до улицы Горчакова; обратный — от улицы Горчакова до Венёвской улицы
- 902: прямой — от Венёвской улицы до улицы Горчакова; обратный — от улицы Горчакова до Венёвской улицы
- 917: обратный — от Проектируемого проезда № 675 до Венёвской улицы
- 931: прямой — от Венёвской улицы до конечной остановки «Метро Бульвар Адмирала Ушакова»; обратный — от конечной остановки «Метро Бульвар Адмирала Ушакова» до Венёвской улицы; без пассажиров (круг): прямой — от конечной остановки «Метро Бульвар Адмирала Ушакова» до аллеи Витте; обратный — от Проектируемого проезда № 675 до конечной остановки «Метро Бульвар Адмирала Ушакова»
- 967: обратный — от Проектируемого проезда № 675 до Венёвской улицы